# Alejandro González de Canales
Alejandro José González de Canales Plaza (n. c. 1966) es un militar retirado venezolano. Actualmente es gerente de Chevron en Venezuela. El 9 de febrero de 2024 su casa fue allanada y fue detenido por funcionarios de la Dirección General de Contrainteligencia Militar (DGCIM), el mismo día que su exesposa Rocío San Miguel. Actualmente se encuentra recluido en la Cárcel de El Rodeo I.

## Carrera
Alejandro González fue militar de la Aviación Militar de Venezuela, retirándose en 2011 con el rango de coronel. Actualmente es gerente de Chevron en Venezuela.

## Detención
El 9 de febrero de 2024, alrededor de las 10 p. m., agentes de la Dirección General de Contrainteligencia Militar (DGCIM) allanaron su casa cerca de Barcelona, estado Anzoátegui, y detuvieron a Alejandro por ser exesposo de la activista Rocío San Miguel. Otros cuatro miembros de la familia de San Miguel fueron arrestados, incluyendo a su hija y dos hermanos.
La noche del 12 de febrero el Tribunal Segundo de Control con competencia en Terrorismo aceptó la petición del Ministerio Público para dictarle a González medida privativa de libertad. Fue recluido en la sede de la DGCIM en Boleíta, Caracas, y acusado de revelación de secretos políticos y militares concernientes a la seguridad de la nación, además de obstrucción a la administración de justicia y asociación para delinquir.  Su hija mayor ha rechazado las acusaciones, cuestionando la posibilidad de que su padre estuviese involucrado en alguna conspiración teniendo más de 13 años retirado de las Fuerzas Armadas.
El mismo mes fue trasladado a la Cárcel de El Rodeo I. Para entonces se encontraba incomunicado, sin poder hablar con familiares o amigos sobre su situación o el estado de su caso, y si le había impuesto una defensa pública. El 10 de marzo sus hijas comunicaron que el padre de Alejandro había podido visitarlo durante 15 minutos, a través de un cristal y sin permitir contacto físico. Para entonces se les informó que las visitas familiares sólo se permitirían una vez a la semana por esa cantidad de tiempo, aunque no se había aclarado si sólo se le permitiría la entrada a su padre. En visitas posteriores era obligado a ponerse una capucha sobre la cabeza para entrar, comunicándose por un teléfono a través del cristal y con la presencia de funcionarios que monitorean las conversaciones.

## Vida personal
Alejandro tiene una hermana que ha participado en manifestaciones para exigir su liberación además de tres hijas. Estuvo casado con la activista Rocío San Miguel, de quien posteriormente se divorció. Tiene nacionalidad española, además de la venezolana.